# Handelsorganisation

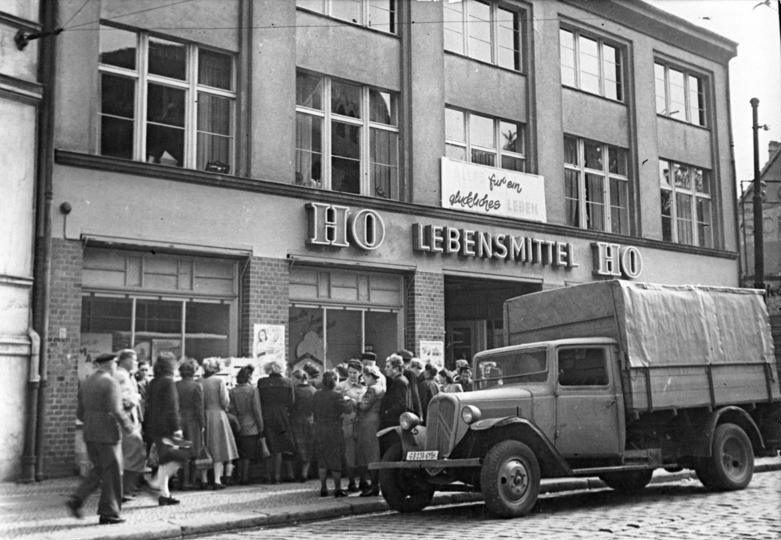
HO-winkel in Oost-Berlijn

De Handelsorganisation of HO was een detailhandelsorganisatie in volkseigendom in de DDR. 
In 1948 werd de HO opgericht. De winkels boden levensmiddelen en gebruiksartikelen zonder distributiebonnen aan. De prijzen in de HO-winkels lagen destijds hoger dan bij winkels die wél via het distributiesysteem werkten. De HO werd in een hoog tempo opgezet. In 1950 waren er reeds 2300 HO-winkels die ongeveer een kwart van de detailhandelsomzet in de DDR voor hun rekening namen. In 1960 waren er 35.000 HO-winkels met een omzetaandeel van ruim 37%. Naast de HO-winkels bestond in de DDR de Konsum-keten. Die winkels hadden een coöperatieve opzet. Naast winkels exploiteerde de Handelsorganisation restaurants, warenhuizen en hotels. In de meeste steden in de DDR bestonden de Centrum warenhuizen van de HO. 
Na de Duitse Hereniging is de Handelsorganisation door de Treuhandanstalt stopgezet.